# Фомичёв (хутор)
Фомичёв — хутор в Красноармейском районе Саратовской области России. Входит в состав Сплавнухинского муниципального образования.
Население — 4 чел. (2010).

## География
Хутор находится в лесостепи, в пределах Приволжской возвышенности, являющейся частью Восточно-Европейской равнины, примерно в 1 км от посёлка при станции Бобровка.
В окрестностях распространены чернозёмы.

## Климат
Климат умеренный континентальный (согласно классификации климатов Кёппена — влажный континентальный климат (Dfb) с тёплым летом и холодной и продолжительной зимой). Многолетняя норма осадков — 434 мм. Наибольшее количество осадков выпадает в июне — 49 мм, наименьшее в марте — 22 мм. Среднегодовая температура положительная и составляет + 5,5 С, средняя температура самого холодного месяца января −11,0 С, самого жаркого месяца июля +21,2 С.

## Население
| 2010 |
| ---- |
| 4    |

## Инфраструктура
Личное приусадебное хозяйство.

## Транспорт
Хутор находится на дороге регионального значения 63К-00381. Ближайшая железнодорожная станция — Бобровка — находится примерно в 1,2 км.